# الصديق الصور
الصديق الصور تولى منصب النائب العام في ليبيا منذ 20 أبريل 2021، ونائب رئيس المجلس الأعلى للقضاء منذ 21 ديسمبر 2021[تناقض] ورئيس قسم التحقيقات في مكتب النائب العام منذ 20 مارس 2013، كلفه مجلس النواب، في عهد حكومة الوحدة الوطنية برئاسة عبدالحميد الدبيبة، ولد الصور في مدينة مصراتة.[بحاجة لمصدر]

## الحياة العملية
- عمل وكيلا للنيابة العامة مصراته.
- عيّن رئيساً لقسم التحقيقات بمكتب النائب العام.[2]

- كلف نائباً عاماً في ليبيا منذ 26 أبريل 2021.[3]

- عيّن نائباً لرئيس المجلس الاعلى للقضاء 21 ديسمبر 2021.[4]

## محاربة الفساد
تولى النائب العام الصديق الصور التحقيقات التي جرت مع عدد من الوزراء ووكلاء الوزراءات ومسؤولين ليبيين في الحكومات الليبية في قضايا فساد.